# Onychonycteris
Onychonycteris є більш примітивним із двох найстаріших відомих моноспецифічних родів кажанів, які жили в районі нинішнього штату Вайомінг протягом еоценового періоду, 52.5 мільйона років тому.

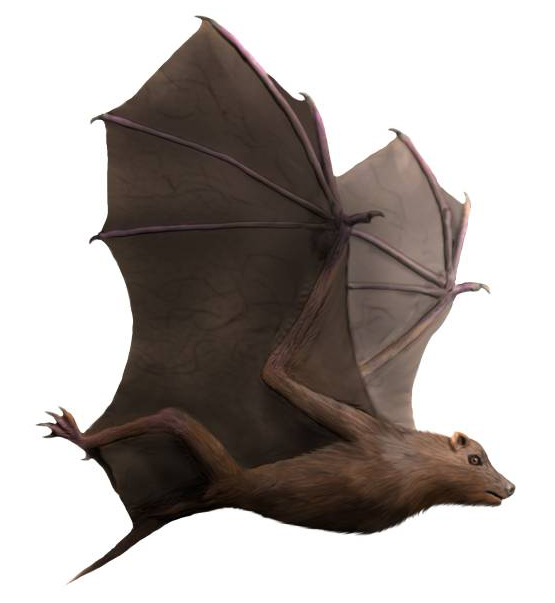
реконструкція

Onychonycteris мав кігті на всіх п'яти пальцях. Його унікальні пропорції кінцівок представляють собою проміжне місце між кажанами і нелітаючими ссавцями, з довшими задніми кінцівками і пропорційно коротшими крилами. Крило O. finneyi не має жодного аеродинамічного еквівалента серед відомих кажанів. Аеродинамічне крило, ймовірно, сприяв хвилястому стилю польоту, який чергував тріпотіння та ковзання.